# Rani Lakshmibai

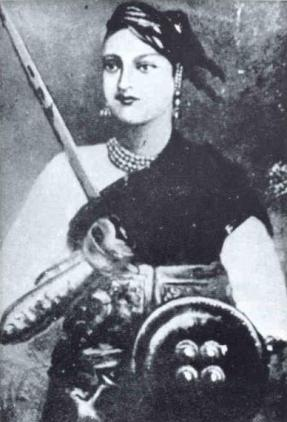
Rani Lakshmibai

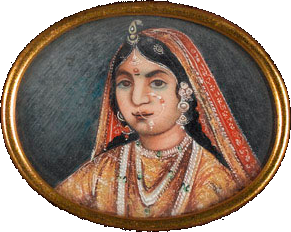
Rani Lakshmibai, 1857?

Rani Lakshmibai, född Manikarnika 19 november 1828 i Varanasi, död 18 juni 1858, var en indisk upprorsledare, känd för sin roll i Sepoysupproret i Indien mot Storbritannien 1857-1858. Hon var drottning och regent i Maratha-staten Jhansi och blev ledare för upproret och en symbol för motståndet mot britterna. 

## Biografi
Lakshmibai föddes i en brahminsk familj och blev tidigt fosterbarn hos sin fars arbetsgivare, en peshwa vid hovet i Bithoor. Hon studerade bland annat pilbågeskytte, ridning och självförsvar. Hon gifte sig med maharadjan Raja Gangadhar Rao av Jhansi i ett arrangerat äktenskap år 1842. 
Hennes make dog i november 1853. Strax före sin död hade han adopterat sin kusin Damodar Rao i närvaro av den brittiske ministern, till vilken han överlämnade ett brev med kravet att adoptivsonen skulle bli hans efterträdare medan Rani Lakshmibai skulle bli regent. Britterna förnekade dock Damodar Raos rätt till tronen på grund av att han var adopterad och annekterade Jhansi. Lakshmibai tillerkändes i mars 1854 en pension och tvingades lämna över stadens fort. 

### Sepoysupproret
I maj 1857 utbröt sepoyupproret då den brittiska garnisonen i Meerut attackerades. Rani Lakshmibai bad då den brittiske ministern om tillstånd att samla militära styrkor för sitt personliga skydds skull, något hon också fick tillstånd till. 
I juni utbröt myteriet i Jhansi. Den 8 juni dödades britterna i Jhansi i en massaker av sepoys. Lakshmibai var dock inte inblandad i detta. Sepoys hotade att bränna hennes palats, och hon betalade dem för att ge sig av. Hon tog kontrollen över Jhansi och skrev till britterna att hon hade gjort det enbart för att hon var den enda kvarvarande myndighetspersonen, och fick tillstånd att fungera som regent tills britterna återvände. 
I augusti attackerades Jhansi av Orchha och Datia, som var allierade med britterna men hade för avsikt att passa på att dela Jhansi mellan sig. Hon bad britterna om hjälp, men fick inget svar, eftersom dessa nu felaktigt trodde att hon var ansvarig för massakern den 8 juni. Hon utökade därför sina styrkor med sepoys och slog tillbaka attacken med dessa. Efter detta ändrade hon sida och stödde det hovparti som förespråkade självständighet från britterna. 
Då brittiska styrkor nådde Jhansi i mars 1858 vägrade hon överlämna staden, som utsattes för en belägring och stormning. Hon flydde från staden med sin adoptivson på hästryggen en natt och förenade sina styrkor med Tatya Tope. Hon gjorde staden Kalpi till sin nya bas, och anförde där personligen sina styrkor mot britterna. Hon och hennes allierade förlorade och flydde med sina styrkor till Gwalior, där de utropade en ny självständig stat. Lakshmibai misslyckades dock övertyga dem om att förbereda ett försvar av staden mot britterna. 

### Död
Den 18 juni 1858 försökte hon lämna Gwalior i spetsen för sina styrkor, då de attackerades av britterna. Lakshmibai stupade i det slag som följde. Det råder skiftande uppgifter om exakt hur hon dog. Hon ska ha klätt sig i en mansuniform och stupat under en personlig strid mot en brittisk militär. Därefter ska hennes kropp ha bränts på hennes i förväg givna order för att inte ens hennes lik skulle tillfångatas. Britterna lät henne begravas under fulla kungliga ärebetygelser. Rani Lakshmibai beskrivs som vacker och viljestark och som farligast av alla britternas fiender under upproret.  